# Bluewater (Californie)
Pour les articles homonymes, voir Bluewater.
Bluewater est une census-designated place du comté de San Bernardino, dans l'État de Californie, aux États-Unis,. En 2020, elle compte une population de 116 habitants.